# 高宏志

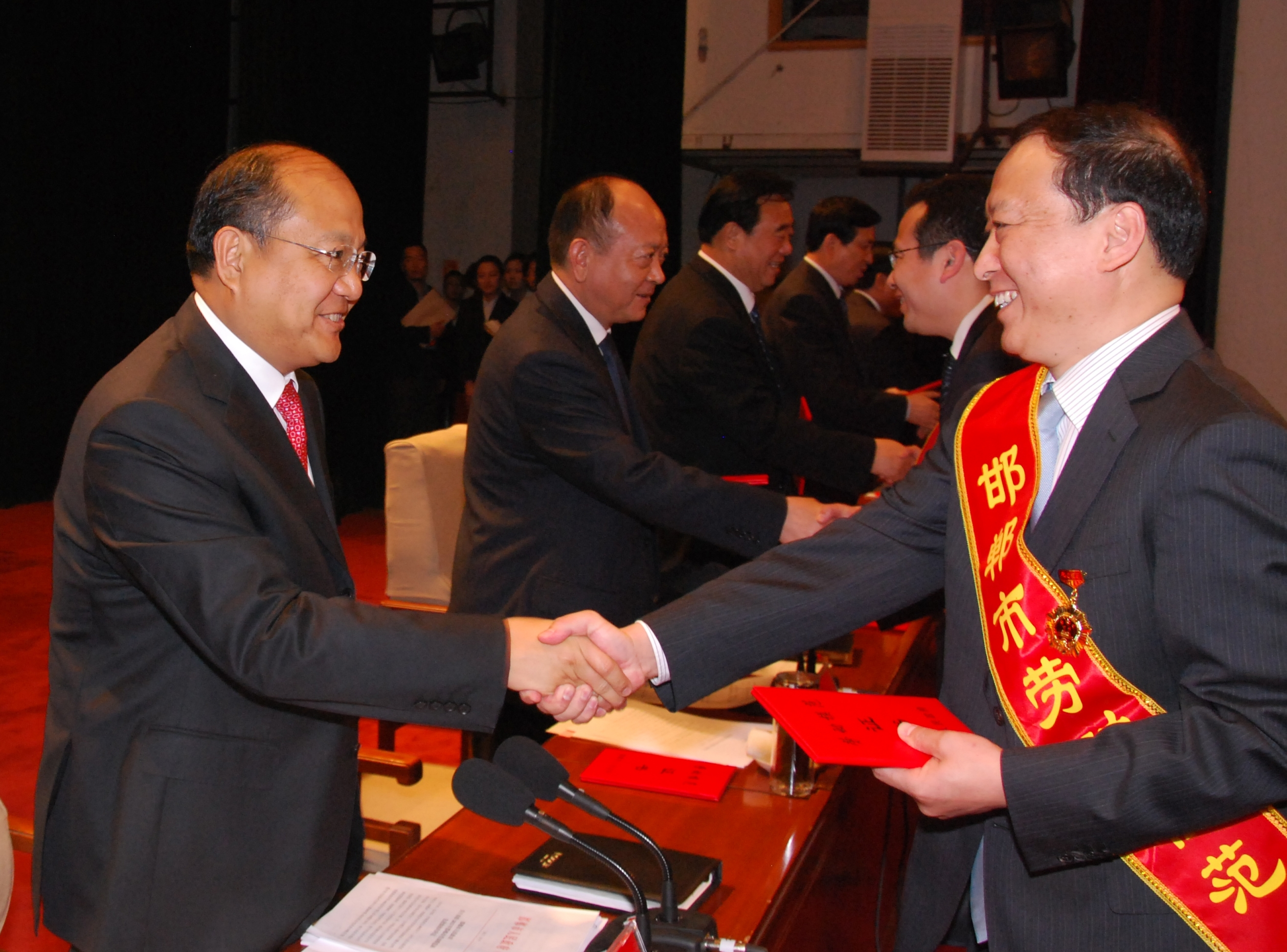
高宏志（左）会见邯郸市自来水公司经理高春华。

高宏志（1967年10月—），男，河北正定人，中华人民共和国政治人物。正定师范学校毕业，河北师范大学政治教育系函授政治教育专业本科，北京师范大学教育系教育经济与管理专业教育学硕士研究生学历。第十一届全国人大河北地区代表、中共十九大代表。

## 生平
1990年12月，加入中国共产党。历任共青团河北省委副书记、书记，中共衡水市委副书记、代市长、市长等职。2012年1月调任中共邯郸市委副书记，2月当选邯郸市市长。
2013年2月，任命为中共河北省邯郸市委书记，同年4月，任邯郸军分区党委第一书记。
2020年9月，高宏志涉嫌严重违纪，主动投案自首，接受河北省纪委监委纪律审查和监察调查。2021年11月，被开除中共党籍。